# Kék szamárkenyér
A kék szamárkenyér (Echinops ritro subsp. ruthenicus) a fészkesvirágzatúak (Asterales) rendjébe és az őszirózsafélék (Asteraceae) családjába tartozó Echinops ritro egyik alfaja. Hazánkban jóval gyakoribb a nála termetesebb fehér szamárkenyér (Echinops sphaerocephalus), amely fehér vagy szürkéskék virágzatú.

## Előfordulása
Előfordul Dél- és Kelet-Közép-Európa száraz és homoki gyepein, valamint Ázsia középső részén. Magyarországon a Dunántúlon (Balaton-vidéke, Nagykanizsa, Alibánfa), a Duna–Tisza közén, a Gödöllői-dombvidéken, Dorognál, a Budai-hegységben, a Gerecsében, a Bakonyban Fenyőfőnél, és a Tiszántúlon (Öcsöd, Szamosangyalos) ismertek populációi.

## Leírása
Feltűnő, ágas szárú 50–70 cm magas évelő. Levelei 2-3-szorosan szárnyasan szeldeltek, a cimpákon erős tüskékkel, felül kopaszak, alul sűrűn, fehéren molyhosak. Virágzata 3–4 cm átmérőjű, gömb alakú, acélkék fejecske, amelyben csak csöves, 5 szálas cimpára hasadó virágok találhatók, közülük mindegyik saját fészekörvvel rendelkezik. Fészekpikkelyei kopaszok.

## Életmódja, termőhelye
Mészkedvelő, meszes homokpuszták, homoki rétek, pusztafüves lejtők, nyáras-borókások, mészkő és dolomitkopárok, nyílt homoki gyepek védett növénye. Romániában a Fekete-tenger partján szakadó löszfalakon is előfordul.
Június-október között virágzik. Dísznövényként is ültetik.

## Képek

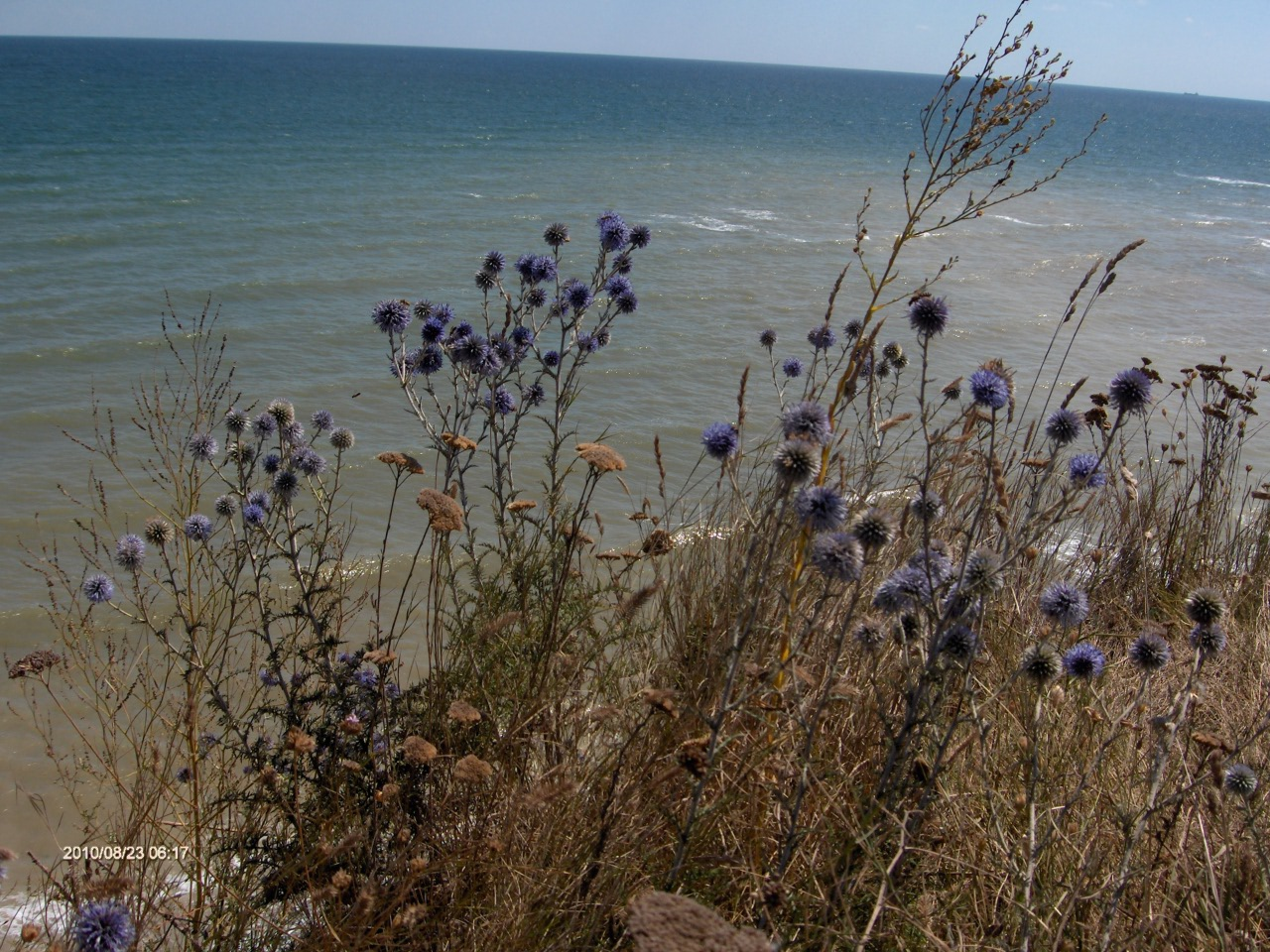
Kék szamárkenyér szakadóparton a Fekete-tenger partján.

## A költészetben
| Petőfi Sándor Az alföld (részlet) "Ott tenyészik a bús árvalyányhaj, S kék virága a szamárkenyérnek, Hűs tövéhez a déli nap hevében Megpihenni tarka gyíkok térnek." – 1844 júliusában |